# Sporting Club de la Bastidienne
 (décembre 2024).
Si vous disposez d'ouvrages ou d'articles de référence ou si vous connaissez des sites web de qualité traitant du thème abordé ici, merci de compléter l'article en donnant les références utiles à sa vérifiabilité et en les liant à la section « Notes et références ».
Le Sporting Club de la Bastidienne est un club de football français situé à Bordeaux dans le quartier de la Bastide.
Créé en 1904 sous le nom d'Étoile sportive de la Bastide, le SCB devient le club phare de la ville de Bordeaux pendant l'entre-deux-guerres.

## Histoire
Champion de la Ligue du Sud-Ouest en 1923, 1927, 1928 et 1933, il accède au statut professionnel le 25/06/1933 sous la présidence de Jean Poujolle. 
7e sur 8 en deuxième division (saison 1933/1934), la Commission du Championnat de France Professionnel contraint la Bastidienne à fusionner avec l'autre club pro bordelais (Club Deportivo Espagnol Bordeaux) pour la saison suivante (1934-1935). Le nouveau club prend le nom de Hispano-Bastidienne Bordeaux.
Passé cette période d'union forcée (une saison), le SCB est radié par la Commission du Championnat de France Professionnel en juin 1935 et retrouve le statut amateur (saison 1935/1936).
Il est à nouveau champion de la Ligue du Sud-Ouest en 1953 et accède au Championnat de France amateurs.
La Bastidienne s'est aussi illustrée au cours de la saison 1949-1950 en éliminant les professionnels du RC Lens en Coupe de France.

## Historique en championnat de France
| Saison    | Div.   | Class. | M.J. | Vic. | Nuls | Déf. | B.P. | B.C. | Dif. | Moy. Spec. | Coupe de France |
| 1933-1934 | D2-Sud | 7e     | 14   | 4    | 1    | 9    | 21   | 29   | -8   | n.c.       | 1/32e-          |